# درمان شنوایی-کلامی
درمان شنوایی-کلامی (به انگلیسی: Auditory-Verbal Therapy / AVT) یکی از روش‌های آموزشی ناشنوایان و کم شنوایان است که به آن‌ها می‌آموزد با استفاده صحیح از باقی‌مانده شنوایی و استفاده دایمی از وسیله تقویت کننده صوتی خود (مانند سمعک، دستگاه FM یا پروتز کاشت حلزونی) گوش کردن را فراگرفته و نهایتاً صحبت کنند.
درمان شنوایی-کلامی متمرکز بر گفتار و گوش دادن است و اتکای فرد کم شنوا به ارتباطات بصری نظیر لب خوانی و زبان اشاره را نهی می‌کند. تحقیقات منتشر شده حاکی از کارآیی این روش درمانی در توانمند نمودن کودکان کم شنوا به یادگیری گوش دادن و صحبت کردن است.

## معرفی رویکرد شنوایی-کلامی
رویکرد شنوایی-کلامی روشی است که در آن با استفاده از تکنیک‌ها، استراتژی‌ها و فراهم آوردن شرایط خاص، امکان پیشرفت فرایند اکتساب زبان بیانی (گفتار) از طریق گوش دادن فراهم می‌گردد.
فراگیری زبان بیانی مطمئناً یکی از مهم‌ترین عوامل در پرورش و تکامل شخصیت کودک و زندگی  اجتماعی و تحصیلی وی است. باید گفت که در صورت اجرای صحیح، علمی و کارشناسانه روش شنوایی-کلامی، درصد بسیار بالایی از کودکان کم شنوا و ناشنوا قادر به کسب مهارت‌های ارتباطی استثنایی و ویژه‌ای خواهند گردید.
متخصصین رویکرد شنوایی-کلامی معتقدند که هیچ یک از سیستم‌ها و روش‌های آموزشی طراحی شده جهت افزایش مهارت‌های ارتباطی کودکان کم شنوا، توانایی و قابلیت برآورده نمودن تک تک نیازهای این کودکان را دارا نمی‌باشد.
باید گفت که با پیشرفت فناوری امروزی و در دسترس بودن سمعک‌های بسیار مناسب و نیز کاشت حلزونی، اکثریت کودکان کم شنوا قادر به استفاده بسیار مطلوب از رویکرد آموزشی شنوایی-کلامی هستند.
دستیابی به فناوری کاشت حلزونی، شاخص‌ترین پیشرفت علمی و تکنولوژیک قرن بیستم جهت کمک رساندن به کودکان و بزرگسالان با کم شنوایی عمیق بوده‌است. فواید بلند مدت استفاده از کاشت حلزون تنها منحصر به بازشناسی گفتار نیست بلکه تأثیرات بسیار زیاد آن بر یادگیری زبان و بهبود آن نیز گزارش شده‌است. Search ResultsNational Institute on Deafness and Other Communication Disorders 

## فلسفه رویکرد شنوایی-کلامی
فلسفه آموزشی این رویکرد بر مبنای اصول علمی و منطقی است که به کودکان کم شنوا یاد می‌دهد چگونه بتوانند حتی از کمترین میزان باقی‌مانده شنوایی خویش نیز استفاده مطلوب نمایند. استفاده از باقی‌مانده شنوایی تقویت شده به کودکان کم شنوا امکان می‌دهد مهارت در گوش دادن را فرا گیرند، زبان کلامی را پردازش کرده و در نهایت صحبت کنند.
روش شنوایی – کلامی رویکرد درمانی خانواده محور است و هدف از این کار این است که کودک کم شنوا در محیط زندگی طبیعی و موقعیت‌های یادگیری کاملاً عادی قرار بگیرد تا بتواند در نهایت به عنوان یک فرد مسقل و کار آمد مشارکت فعالی را در جامعه شنوایان داشته باشد.
در فلسفه  AVT، فرصت پرورش توانایی گوش دادن و برقراری ارتباط کلامی با خانواده و جامعه از حقوق ابتدایی و اساسی افراد کم شنوا به‌شمار می‌رود و به عنوان یکی از حقوق اساسی بشر از آن حمایت می‌شود.

## اصول و قواعد رویکرد شنوایی-کلامی
- تشخیص زود هنگام کم شنوایی از طریق انجام برنامه‌های غربالگری که مطلوب‌ترین حالت آن غربالگری بدو تولد در بیمارستان‌ها است.

تشخیص زودهنگام کم شنوایی امری بسیار مهم و حیاتی است چون هرگونه محرومیت حسی شنوایی می‌تواند منجر به تأخیر رشد زبان دریافتی و بیانی گردد. امروزه سن کاندیداتوری کاشت حلزون نیز بسیار کاهش یافته‌است و درمانگران برای توصیه به انجام کاشت حلزون نیاز به اطلاعات تشخیصی دقیقی دارند که مسلماً تشخیص زودهنگام کم شنوایی از ارکان اصلی آن است.
- پیگیری اقدامات پزشکی و درمانی لازم یا انجام امور راهبری و مدیریت اودیولوژیک که شامل انتخاب و تجویز سمعک، توصیه به انجام کاشت حلزونی و… است.

استفاده از تکنولوژی مناسب و پیشرفته امروزی همراه با روش آموزشی شنوایی – کلامی می‌تواند منجر به رشد و توسعه مهارت‌های ارتباط کلامی کودک شده و فراهم‌کننده اطلاعات تشخیصی خاص جهت انتخاب و کاندیداتوری کاشت حلزون باشد.
نقش شنوایی‌شناس در تیم توانبخشی AVT بسیار مهم و بارز است و انجام راهبری اودیولوژیک از وظایف اساسی شنوایی شناس در تیم AVT است.
- راهنمایی، مشاوره و حمایت والدین و پرستار کودک به عنوان اولین الگوهای وی جهت رشد مهارت‌های زبان بیانی و نیز کمک به والدین جهت آگاهی و درک تأثیرات عمیق ناشنوایی کودک بر تمام خانواده.

کم شنوایی یک موضوع خانوادگی است و می‌تواند به میزان زیادی زندگی خانوادگی را تحت تأثیر قرار داده و تغییر دهد. این آسیب توقعات خانواده را تغییر داده و حتی روش برقراری ارتباط اعضای خانواده با یکدیگر را نیز متأثر می‌کند.
در این بین، وظیفه متخصصین AVT انجام مشاوره، راهنمایی و نیز حمایت از والدین و پرستارکودک است و در صورت مشارکت فعال خانواده در برنامه AVT، جلسات آموزشی ویژه‌ای جهت هر یک از اعضای خانواده برگزار می‌شود.
همانطور که ذکر شد والدین به عنوان اولین الگوهای زبانی کودک باید از حداکثر توانایی و تجربه خود جهت تحریک برقراری ارتباط کلامی از طریق گوش دادن توسط کودک استفاده نمایند.
- کمک به کودک جهت تلفیق مهارت‌های شنوایی با مهارت‌های اجتماعی و ارتباطی.

کودکان نیاز به کمک و تشویق دارند تا بتوانند از گوش دادن دقیق در جهت رشد خود استفاده نمایند. هدف نهایی فردی است مستقل و تطبیق یافته با محیط که قادر است به نحو احسن از توانایی‌های گوش دادن وصحبت کردن خود استفاده نموده و با دیگران در محیط‌های عادی نظیر خانه، مدرسه و اجتماع، ارتباط برقرار نماید. توجه داشته باشید که بین رشد مهارت‌های ارتباطی، اجتماعی، شناختی و عملی فرد کم شنوا باید توازن و تعادل برقرار باشد.
- حمایت کودک برای رشد مهارت‌های شنوایی-کلامی از طریق آموزش یک به یک( انفرادی).

جلسات آموزشی فردی و یک به یک باعث می‌گردد تا رشد مهارت‌های شنوایی – کلامی کودک و نیز والدین به عنوان الگوهای زبانی اولیه، به حداکثر برسد. جلسات درمانی انفرادی این امکان را به درمانگر می‌دهد که در مورد هر کودک و والدین او به‌طور خاص اقدامات آموزشی ویژه‌ای را انجام دهد زیرا هر کودک شرایط و توانایی‌های خاص خود را دارد و توجه به این نکات از جانب درمانگر  می‌تواند در فرایند آموزش بسیار مؤثر باشد.
- کمک به کودک درکنترل صدای خود و صدای دیگران در جهت افزایش وضوح زبان بیانی .

امکان پایش و کنترل صدا به کودک کمک می‌کند تا صدای خوشایند تر و گفتار واضح‌تری را داشته باشد. گوش دادن دقیق و تنظیم صدای فرد باعث می‌شود تا وی بتواند ارتباط کلامی مستقلی داشته و نیاز کمتری به اصلاح یا تکرار گفته‌های خویش پیدا کند.
- استفاده از الگوهای رشدی زبان، گفتار و شناخت برای شبیه سازی ارتباطات طبیعی.

رویکرد شنوایی کلامی از الگوی رشد طبیعی فرایندهای گوش دادن، گفتار، زبان و شناخت پیروی کرده و تکامل ارتباط را با در نظر داشتن الگوی طبیعی آن دنبال می‌نماید.
فرایند رشد شنوایی-کلامی کودک به عنوان بخشی از فعالیت‌های روزمره و طبیعی وی در زندگی تلقی شده و از مهارت‌های ابتدایی شنوایی یعنی کشف صدا آغاز و به سمت مهارت‌های پیچیده‌تر نظیر تمایز گذاری، شناسایی و درک ادامه پیدا می‌کند تا در نهایت به اهداف عالی برنامه برسد.
اگر کودک از کاشت حلزونی یا وسایل تقویت صوتی مناسب بهرمنده باشد، ممکن است حتی نیازی به جلسات درمانی رسمی و کاملاً سازمان یافته نباشد و بتوان اهداف درمانی را در قالب جلسات غیر رسمی پیگیری نمود. البته می‌توان از جلسات آموزش رسمی نیز در کنار فعالیت‌های آموزشی غیر رسمی استفاده کرد تا بتوان راهنمایی‌های دقیق‌تری را پیرامون ادامه روند آموزش‌های شنوایی – کلامی ارائه کرد.
- ارزیابی منظم و مداوم نحوه رشد و پیشرفت کودک در زمینه‌های ذکر شده و انجام اصلاحات لازم در صورت نیاز.

درمان تشخیصی مداوم یکی از اصلی‌ترین علمکردهای متخصص AVT است. درمانگر برای اینکه بتواند به‌طور مؤثر راهنمای والدین باشد و به آن‌ها مشاوره دهد، باید دقیقاً بداند که عملکرد کودک در محدوده کدام مرحلهٔ رشدی و سنی است. 
این نکته خصوصاً در مورد کودکان برخوردار از پروتز کاشت حلزونی اهمیت پیدا می‌کند زیرا ممکن است که برخی از این کودکان سطح زبانی قبل از کاشت را داشته باشند. این حالت یک مشکل بزرگ برای درمانگر محسوب می‌شود. چون کودک هر روز تغییراتی می‌کند و درمانگر نمی‌تواند از تغییرات صورت گرفته در رشد زبانی کودک آگاه گردد مگر اینکه ارزیابی‌های مداوم و منسجمی را از وی بعمل آورد.
- فراهم نمودن خدمات حمایتی برای تسهیل حضور کودک کم شنوا در کلاس‌های آموزشی عادی و تلفیق آن‌ها با دانش‌آموزان عادی جهت استفاده از حداکثر امکانات آموزشی موجود.

وقتی  که کودک کم شنوا در مدارس عادی حضور یابد نیازمند شبکه گسترده حمایتی است که در موقع لزوم خدمات مفیدی به وی ارائه نمایند. این امر به کودک کم شنوا کمک می‌کند تا با حضور در کنار کودکان عادی، حداکثر استفاده را نموده و موفق باشد. متخصص AVT در کنار سایر اعضای تیم آموزشی، مسئولیت ارائه خدمات حمایتی به کودک کم شنوا را بر عهده می‌گیرد تا سرانجام کودک علاوه بر کسب موفقیت‌های تحصیلی در مدرسه، امکان ورود به دنیای شنوایان و افراد عادی را کسب نماید.
البته جایگاه آموزشی در مورد کودکان کم شنوا بحثی است که باید تیم آموزشی و والدین در مورد آن تصمیم بگیرند زیرا گاهی  ممکن است تلفیق کودک ناشنوا با کودکان عادی هیچ کمکی به پیشرفت وی ننماید. در اینصورت، شنوایی شناس آموزشی، والدین، معلمین و متخصص شنوایی-کلامی با همکاری یکدیگر نوعی شبکه حمایتی مطمئن را به وجود می‌آورند که تضمین‌کننده رشد و پیشرفت کودک باشد و در واقع با اصلاح ساختار برنامه آموزشی خود، فرایند رشد کودک را تسهیل می‌نمایند.

## شواهد موجود در حمایت از رویکرد شنوایی-کلامی
شواهد متعددی وجود دارند که نشان می‌دهند اکثریت کودکان کم شنوا و ناشنوا دارای اندکی باقی‌مانده شنوایی هستند که در صورت تقویت مناسب، آن‌ها را قادر به کشف بخش عمده (یا تمامی) طیف گفتاری خواهد نمود. 
اگر بتوان با فناوری‌های مختلف ( نظیر کاشت حلزونی، تقویت دو گوشی، دستگاه FM و…) به تمامی باقی‌مانده شنوایی کودک دسترسی پیدا کرد، آنگاه کشف تمامی ویژگی‌های طیف گفتاری ممکن شده و کودک می‌تواند به شیوه طبیعی و از طریق حس شنوایی خود، زبان را یاد گرفته و توسعه بخشد. تنها در این صورت است که کودک دیگر نیازی به تکیه بر حس بینایی خود برای یادگیری نخواهد داشت و تنها با استفاده ازحس شنوایی، می‌تواند فرایندهای زبانی را مانند کودکان عادی یاد گرفته و گسترش دهد. دراین حالت، حس شنوایی بجای اینکه یک حس منفعل جهت دریافت اطلاعات باشد، تبدیل به یک عامل فعال در رشد شناختی کودک نیز خواهد شد.
برای استفاده مطلوب و بهره‌برداری کامل ازدوران بحرانی  رشد نورولوژیک و زبانی، باید شناسایی  به موقع آسیب شنوایی و استفاده ازتقویت کننده‌های مناسب جهت تحریک حس شنوایی هر چه زودتر صورت پذیرد. اگر نتوانیم حس شنوایی را دوران بحرانی زبان آموزی تحریک کنیم و در واقع کودک بخشی از دوران بحرانی زبان آموزی را همراه با محرومیت حسی طی کند، توانایی کودک در استفاده معنی دار از سیگنال‌های اکوستیکی بدیل فاکتورهای فیزیولوژیک و روانی – اجتماعی مختلف، از بین خواهد رفت.
اطلاعات  کنونی راجع به رشد طبیعی گفتار و زبان می‌تواند فراهم‌کننده قالبی مناسب برای  ساختار بندی رویکرد شنوایی کلامی در آموزش کودکان کم شنوا باشد. بر طبق اطلاعات موجود، مؤثرترین وکارآمدترین روش برای یادگیری زبان در نوزادان و کودکان، برخورداری از یک تقابل معنی‌دار و دائم با محیط و اطرافیان است.
با رشد زبان کلامی از طریق ورودی‌های حس شنوایی، مهارت‌های خواندن نیز رشد پیدا می‌کنند. در رویکرد شنوایی- کلامی، والدین کودک کم شنوا نیازی به آموختن زبان اشاره  یا گفتار نشان دار ندارند.
آمارها نشان می‌دهد که بیش از ۹۰ درصد والدین کودکان کم شنوا، شنوا هستند و از این میان ۹۰ درصد آن‌ها نیز نمی‌توانند زبان اشاره را فراتر از سطح مهارتی پیش دبستانی یاد بگیرند.
در رویکرد شنوایی – کلامی، درمانگر با استفاده از زبان بیانی با کودک ارتباط برقرار می‌کند و بواسطه ایجاد شرایط مطلوب  گوش دادن، به کودک کمک می‌کند تا یاد بگیرد.
مطالعات نشان داده‌اند که اگر کودک کم شنوا از اوایل دوران کودکی استفاده مطلوبی از باقی‌مانده شنوایی تقویت شده خود بنماید، درآینده می‌تواند به راحتی صحبت کرده و به عنوان فردی مستقل و کارآمد در جامعه عادی حضور یابد.محمد.